# Gesta Hungarorum
La Gesta Hungarorum (Hechos de los húngaros) es una crónica sobre la historia de Hungría escrita por un autor al que se suele denominar Magister P o, simplemente, Anonymus ("anónimo"). Se describe a sí mismo como un "fiel sirviente del rey Béla", que puede ser Bela III de Hungría, aunque hay más de un rey con ese nombre al que podría estar refiriéndose. La Gesta Hungarorum se conserva en un manuscrito de alrededor de 1200-1230 y es una mezcla de tradiciones orales, fuentes más antiguas e invenciones del autor.

## Contenido

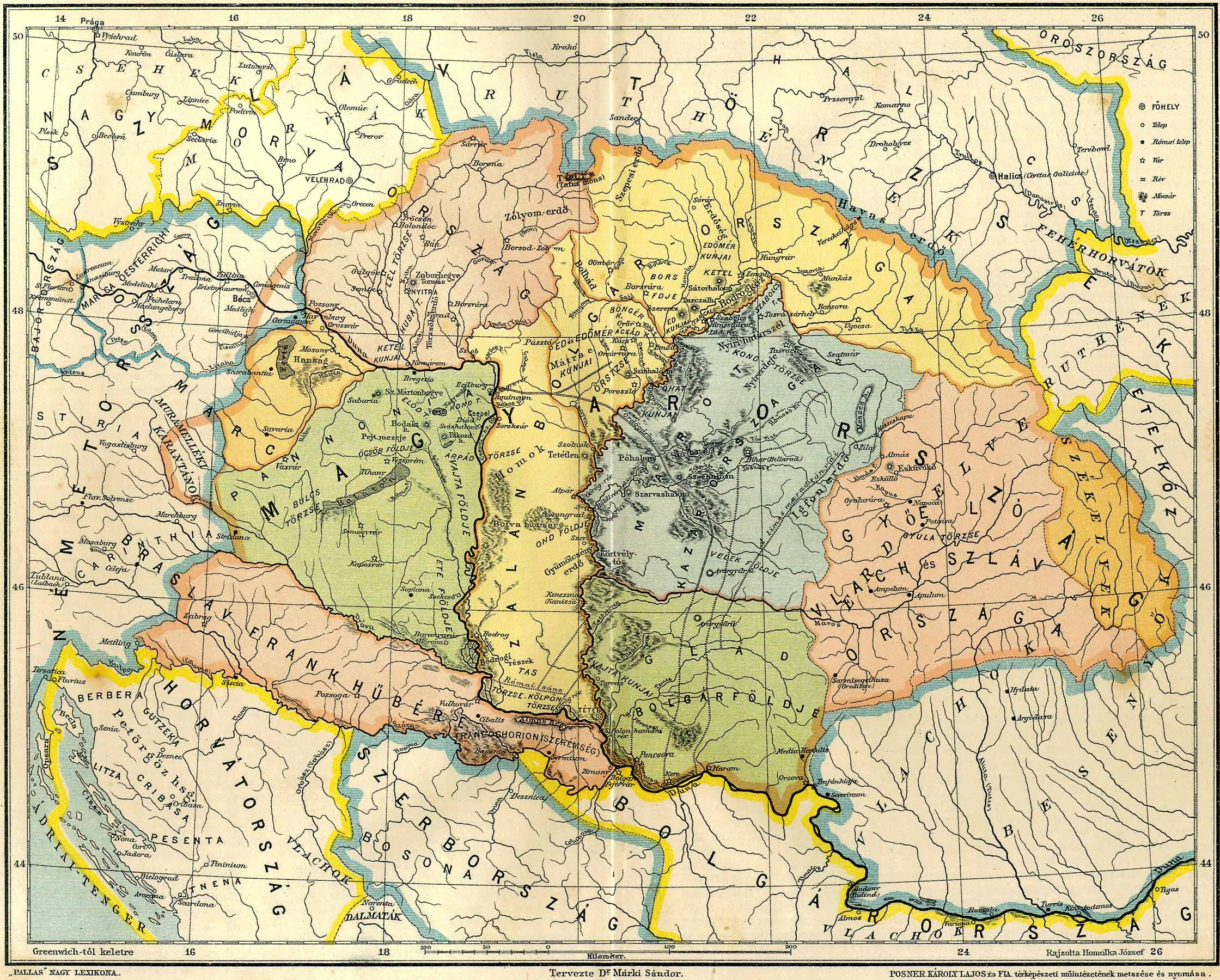

Esta crónica fue escrita como un trabajo literario basado en crónicas occidentales similares. El autor trata de describir a todas las familias dominantes del Reino de Hungría como descendientes de los Árpáds, o al menos como sus aliados históricos, así como exaltar los méritos de los Árpáds respecto a la ocupación magiar de la llanura panónica en el siglo X. De esta forma, la Gesta Hungarorum mezcla datos históricos con inexactitudes, y muchas de sus afirmaciones son difícilmente contrastables con otras fuentes. Algunas partes de la obra son consideradas por los historiadores modernos como meras invenciones de su autor -o de sus predecesores-. En otras partes, en cambio, se puede reconocer la influencia de obras anteriores sobre la historia del pueblo magiar a su llegada a los Cárpatos.
El aspecto más polémico de la Gesta Hungarorum es la mención, a la llegada de los magiares en el siglo X, de la existencia de tres líderes locales en Transilvania: Gelou, Glad y Menumorut. Algunos historiadores (principalmente húngaros y eslovacos) niegan la mera existencia de estos ducados, habitados principalmente por valacos y eslavos, mientras que otros (rumanos, serbios o húngaros) la defienden. La principal razón para negar su existencia es que sólo aparecen mencionados en la Gesta Hungarorum, y que está comprobado que esta obra contiene graves inexactitudes, como situar a los cumanos entre los pueblos que habitan Transilvania antes de la llegada de los magiares. En realidad, los cumanos llegaron 150 años más tarde, aunque quizá fueron confundidos con los pechenegos, que hablaban una lengua similar a la cumana y vivían, aproximadamente, en el mismo territorio.

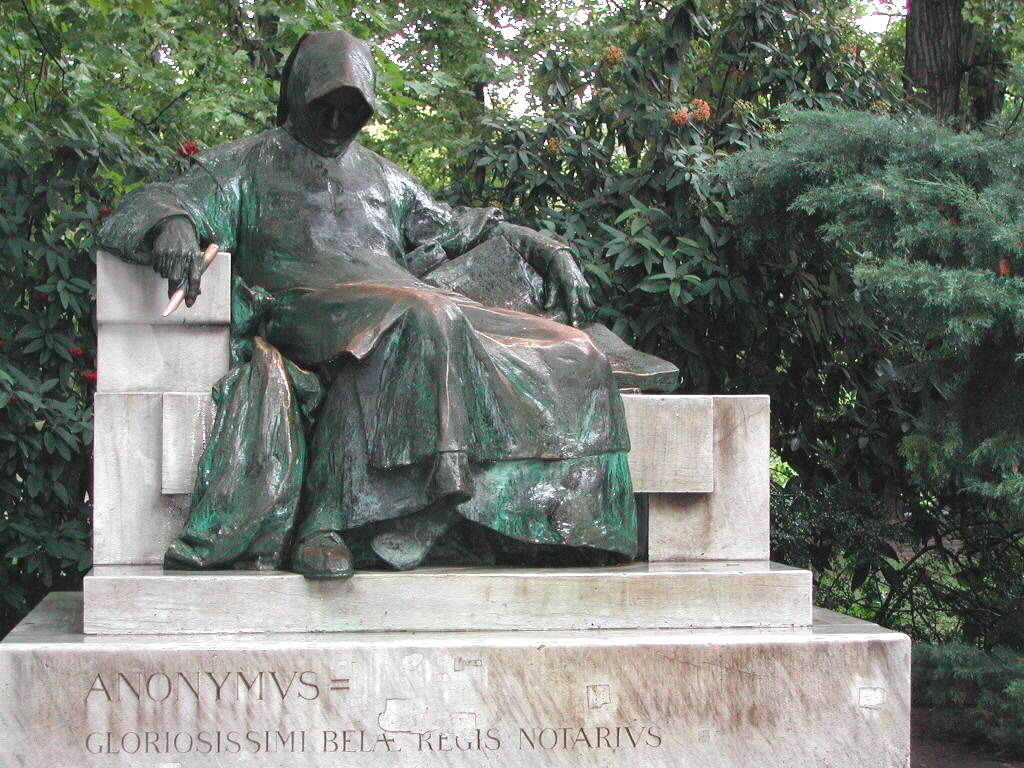
Estatua dedicada al autor anónimo de la Gesta Hungarorum, en el Castillo de Vajdahunyad.

## Autoría
La identidad del autor es desconocida, por lo que se lo denomina Magister P o simplemente Anonymus. Entre las hipótesis sobre su verdadera identidad están las siguientes:
- El notario o canciller del rey Bela III de Hungría (1172-1196), al que se considera actualmente como el autor más probable.
- El canciller del rey Bela II de Hungría (1131-1141), un tal Petrus que en 1124 figura como canciller del rey anterior, Esteban II de Hungría.
- Péter Pósa, obispo de Bosnia.